# Store norske leksikon

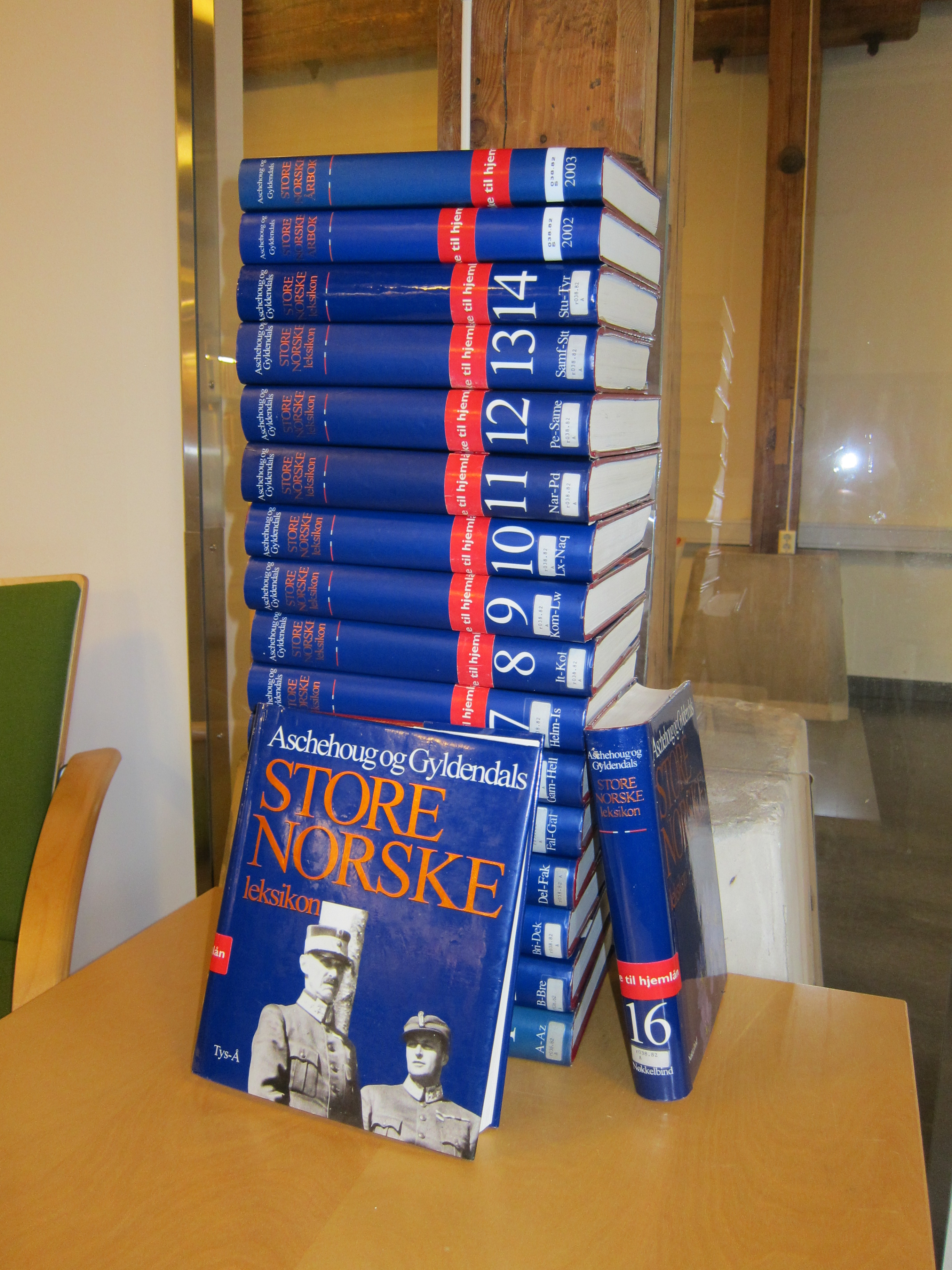
Die komplette dritte Ausgabe in 16 Bänden des Gyldendals Store norske leksikon

Das 16-bändige Store norske leksikon („Großes norwegisches Lexikon“; abgekürzt SNL, auch kurz Store Norske) im Kunnskapsforlaget-Verlag entstand 1978 aus zwei Vorläuferprodukten der Verlage Aschehoug und Gyldendal Norsk Forlag – dem Aschehougs konversasjonsleksikon (erstes Erscheinen zwischen 1907 und 1913) und dem Gyldendals konversasjonsleksikon (1933–1934). Es ist seither als Buch und seit 2000 online verfügbar und umfasste in der von 2005 bis 2007 herausgegebenen Papierversion (4. Auflage) rund 280.000 Einträge auf ca. 12.000 Seiten.

## Beschreibung
Store norske leksikon ist das zweitgrößte norwegischsprachige Lexikon nach der nur online verfügbaren norwegischsprachigen Wikipedia. Als Printmedium ist es trotz einer massiv verringerten Auflage das führende Produkt auf dem relativ kleinen norwegischen Buchmarkt von circa 5 Millionen Einwohnern. 250.000 Exemplare wurden noch von der seit 1977 erschienenen ersten Ausgabe verkauft. Bis jetzt wurden von der 4. Auflage 14.000 Exemplare umgesetzt. Dies sei vor allem eine Folge der für Nutzer weitgehend kostenfreien Konkurrenz im Internet. Die wirtschaftliche Absicherung erfolgte mit der vierten Auflage (bis längstens 2014) durch die Stiftung Fritt Ord (Freies Wort).

## Ausgaben
- Store Norske Leksikon, 4. Auflage. Kunnskapsforlaget, 2005, ISBN 82-573-1436-6.